# Getulio Vaca
Getulio Joaquín Vaca Diez Parada (ur. 24 października 1984 w Santa Cruz) – boliwijski piłkarz występujący na pozycji pomocnika. Zawodnik klubu Real Mamoré.

## Kariera klubowa
Vaca karierę rozpoczynał w 2003 roku w zespole Guabirá. Spędził tam sezon 2003, a potem odszedł do Blooming. W sezonie 2005 wywalczył z nim mistrzostwo fazy Apertura. W połowie 2005 roku odszedł do szwajcarskiego klubu Yverdon-Sport FC. W Swiss Super League zadebiutował 16 lipca 2005 roku w przegranym 2:3 pojedynku z Grasshoppers. W barwach Yverdonu rozegrał 13 spotkań.
W 2006 roku Vaca wrócił do Boliwii, gdzie został graczem Bolívaru. W sezonie 2006 wywalczył z nim mistrzostwo fazy Clausura. Po tym sukcesie ponownie trafił do Blooming. Tym razem spędził tam jeden sezon. Następnie grał w drużynach Guabirá oraz Universitario Sucre, a w 2011 roku trafił do Realu Mamoré.

## Kariera reprezentacyjna
W reprezentacji Boliwii Vaca zadebiutował w 2004 roku. W tym samym roku został powołany do kadry na turniej Copa América. Nie zagrał jednak na nim w żadnym meczu, a Boliwia odpadła z rozgrywek po fazie grupowej.